# セルカリア
セルカリア（cercaria）とは、二生亜綱に属する吸虫の生活環における1ステージ。中間宿主内におけるスポロシストあるいはレジアの胚細胞が成熟したもの。多くのセルカリアは第2中間宿主に侵入後、メタセルカリアへと発育するが、日本住血吸虫のように直接経皮的に終宿主に侵入するものや肝蛭のように外界でメタセルカリアを形成し終宿主による接種を待つものも存在する。口吸盤、腹吸盤、消化器、排泄系、生殖原基を持つ。炎細胞の観察はセルカリアにおいて最も研究されており、セルカリアの分類に用いられている。